# Phyllophorus kungi
Phyllophorus kungi is een zeekomkommer uit de familie Phyllophoridae.
De wetenschappelijke naam van de soort werd in 2012 gepubliceerd door P.M. O'Loughlin.